# بافتار (زمین‌شناسی)

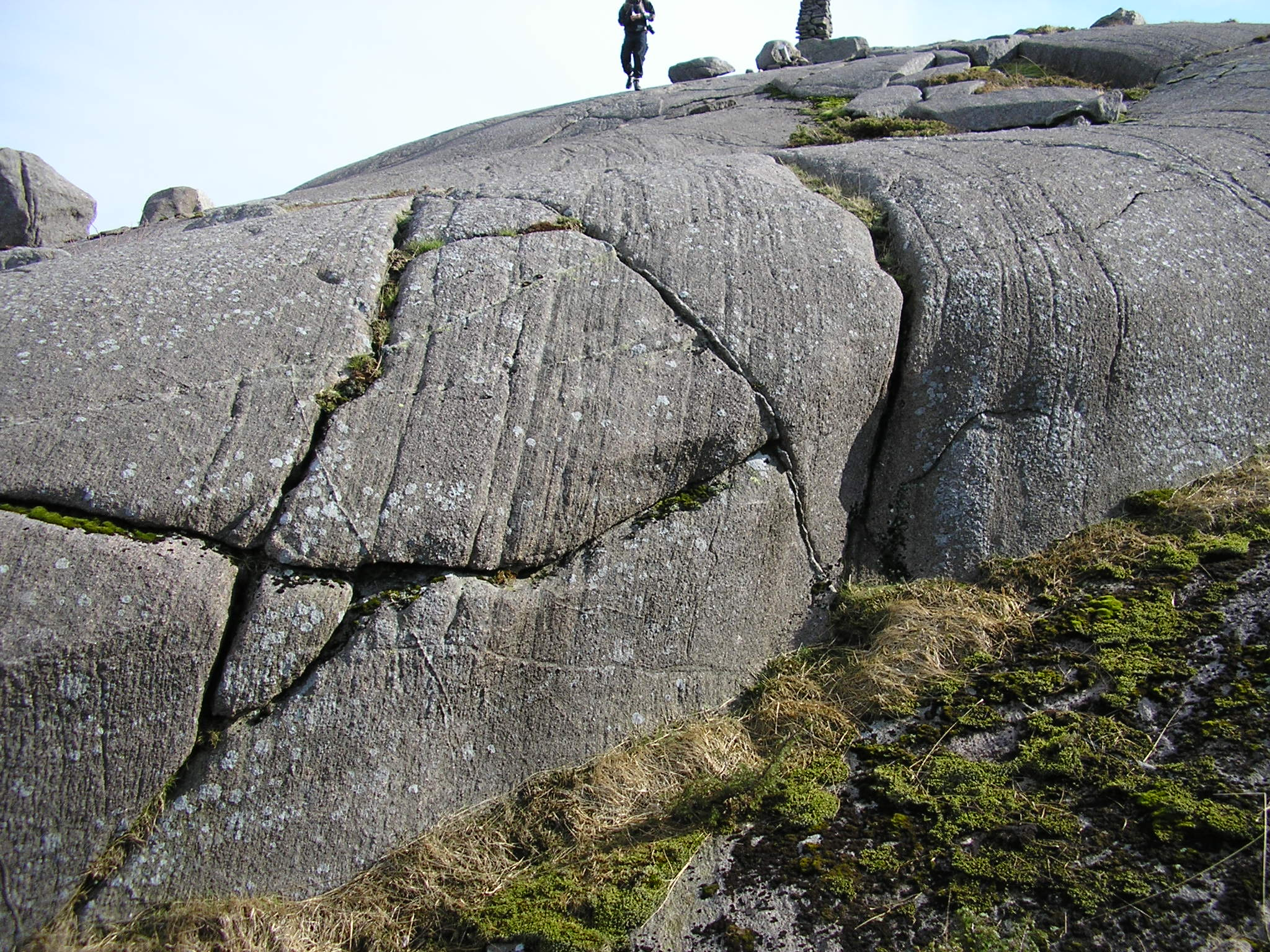
بافتار اولیه در توده نفوذی آذرین آنورتوزیت، روگالاند، نروژ

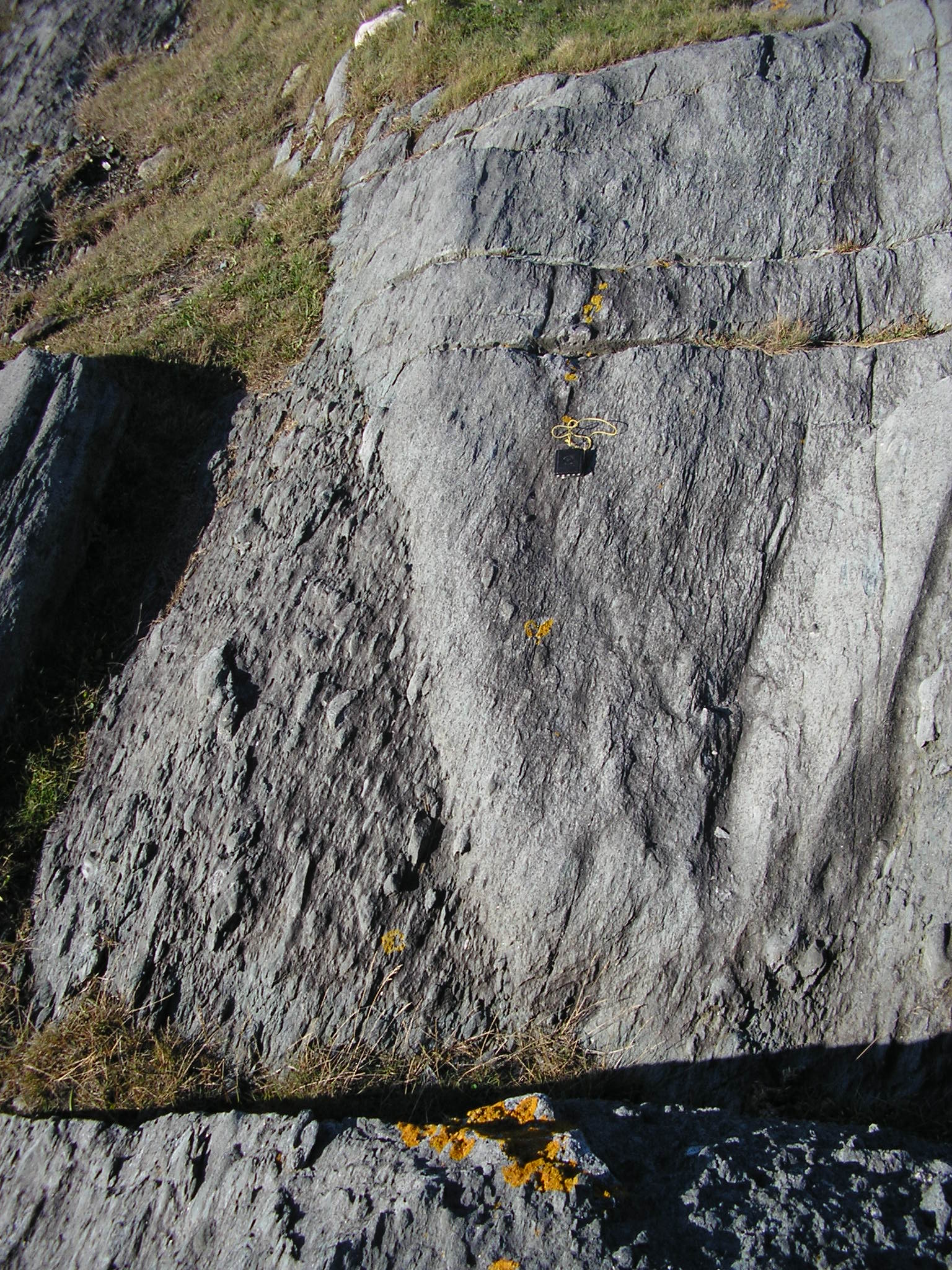
رسوبات آتشفشانی آبریز تغییر شکل یافته در Cape Forchu, Nova Scotia. بافتار اولیه (لایه‌بندی) با تغییر ناگهانی در اندازه آوار نشان داده شده است، بافتار ثانویه با بافتار S نفوذی، رَخ، در سنگ ریزدانه، و با شکل بافتار در آوارهای آتشفشانی تغییر شکل یافته نشان داده شده است.

در زمین‌شناسی، بافتار (انگلیسی: Fabric)، پیکربندی مکانی و هندسی تمام عناصر تشکیل‌دهنده سنگ را توصیف می‌کند. در سنگ‌های رسوبی توسعه بافتار به محیط رسوبی بستگی دارد و می‌تواند اطلاعاتی در مورد جهت‌های فعلی در زمان نهشته‌گذاری ارائه دهد. در زمین‌شناسی ساختاری بافتارها ممکن است اطلاعاتی در مورد جهت و بزرگی کرنش‌هایی ارائه دهند که یک قطعه خاص از سنگ دگرشکل‌شده را تحت تأثیر قرار داده است.

## انواع بافتار
- بافتار اولیه — بافتاری که در زمان تشکیل اولیه سنگ ایجاد شده است، مانند جهت‌گیری ترجیحی محورهای طولی سنگ آواری در یک جوش‌سنگ، موازی با جهت جریان، که توسط یک جریان کاهشی سریع نهشته شده است.
- بافتار شکل — بافتاری که با جهت‌گیری ترجیحی عناصر نامتعادل درون سنگ تعریف می‌شود، مانند دانه‌های معدنی صفحه‌ای یا سوزنی مانند. این بافتار همچنین ممکن است در اثر تغییر شکل عناصر اولیه مانند دانه‌های معدنی تشکیل شود.[۴]
- جهت‌گیری ترجیحی بلورنگاشتی — در سنگ‌های با دگرشکلی خمیرسان، معمولاً کانی‌های تشکیل‌دهنده جهت‌گیری ترجیحی محورهای بلوری خود را در نتیجه فرایندهای نابجایی نشان می‌دهند.
- بافتار S — یک بافتار مسطح، مانند رَخ یا ورقه‌شدن؛ هنگامی که بافتار-S، بافتار غالب در یک سنگ را تشکیل می‌دهد، ممکن است زمین‌ساخت‌سنگ-S نامیده شود.
- بافتار L — پارچه خطی، مانند کشیدگی خط‌وارگی معدنی در جایی که انبوهه‌هایی از دانه‌های تبلور مجدد در محور طولی بیضی کرنش محدود کشیده شده‌اند. در جایی که بافتار L، بافتار غالب در سنگ را تشکیل دهد، ممکن است زمین‌ساخت‌سنگ-L نامیده شود.
- بافتار نفوذی — بافتاری که در سرتاسر سنگ و معمولاً تا مقیاس دانه وجود دارد، اگرچه این به مقیاسی که مشاهدات در آن انجام می‌شود نیز بستگی دارد.[۵]
- بافتار مغناطیسی — جهت‌گیری ذرات مغناطیسی در یک نمونه سنگ یا خاک برای تعیین تاریخچه دیرینه‌مغناطیسی[۶] یا برای تعیین کمیت کرنش زمین‌ساختی.[۷]